# Melanophryniscus admirabilis
Melanophryniscus admirabilis är en groddjursart som beskrevs av Di-Bernardo, Maneyro och Grillo 2006. Melanophryniscus admirabilis ingår i släktet Melanophryniscus och familjen paddor. IUCN kategoriserar arten globalt som nära hotad. Inga underarter finns listade i Catalogue of Life.